# Bride Wars – Beste Feindinnen
Bride Wars – Beste Feindinnen ist ein Film aus dem Jahr 2009, bei dem Gary Winick Regie führte und Greg DePaul, June Diane Raphael sowie Casey Wilson das Drehbuch schrieben. Die Hauptrollen übernahmen dabei Kate Hudson, Anne Hathaway, Candice Bergen, Bryan Greenberg, Chris Pratt und Kristen Johnston. Der deutsche Kinostart war am 5. Februar 2009.

## Handlung
Emma und Liv sind beste Freundinnen, die seit ihrer Kindheit jedes Detail ihrer Hochzeit geplant haben, die sich im altehrwürdigen New Yorker Hotel The Plaza erträumen. Als beide kurz vor ihrer Hochzeit stehen, erfahren sie, dass diese aufgrund eines Fehlers am gleichen Tag stattfinden. Zum ersten Mal entwickelt sich ein Streit, da die sonst nachgiebige Emma diesen Tag einmal für sich haben möchte und Liv über den ungewohnten Widerstand sauer wird. Die zuvor besten Freundinnen bestehen beide auf diesen Hochzeitstermin und sind gleichzeitig sehr wütend, dass die andere nicht bereit ist, für einen selber den Tag aufzugeben. Die zukünftigen Ehemänner Daniel und Fletcher halten sich aus diesem Streit heraus, da ihnen weder der Tag wichtig ist noch sie glauben, dass Emma und Liv langfristig zerstritten bleiben.
Da beide Paare von derselben Hochzeitsplanerin betreut werden, absolvieren die Frauen ein ähnliches Programm; sie müssen sich gleichzeitig jemand Alternatives als Trauzeugen aussuchen (anfangs war jeweils die andere geplant), entscheiden zur selben Zeit über Torten und gehen beide zur Maniküre. Dabei bricht ein Wettstreit los, denn sowohl Emma als auch Liv wollen eine perfekte Hochzeit erleben und nicht hinter der anderen zurückstehen. Emma hat dabei Probleme, weil sie lange nicht so gut finanziell dasteht wie Liv. Nach und nach läuft der Streit immer mehr aus dem Ruder und beide beginnen, die Hochzeit der anderen zu sabotieren. Als Emma schließlich mit oranger Haut aus den Bräunungsstudio und Liv mit blauen Haaren vom Friseur kommt, merken beide, dass sie zu weit gegangen sind. Die Ehemänner sind nicht so offen; nur Daniel hat volles Zutrauen in Liv, während Fletcher zunehmend genervt reagiert. Vor der Hochzeit sind Liv und Emma beide sehr unglücklich und bereuen ihre Taten sichtbar.
Am Hochzeitstag versucht Liv daher, eine auf der Hochzeitsfeier zu zeigende DVD, welche sie zuvor in böser Absicht ausgetauscht hat, zurück zu tauschen. Der Tausch gelingt aber nicht. Die „böse“ DVD zeigt Emma betrunken auf dem Spring Break, woraufhin es zum Eklat, insbesondere mit dem Bräutigam, kommt. Emma wird wütend und stürmt auf Livs Hochzeit. Sie und Liv sprechen sich aus und vertragen sich. Währenddessen hat Emma erkannt, dass sie und Fletcher nicht zusammen passen, da sie sich im Laufe der Jahre verändert haben. In einem kurzen Gespräch trennen sie sich und Fletcher geht. Livs Hochzeit beginnt nun noch einmal, diesmal mit Emma als Trauzeugin.
Nach Livs Heirat tanzt Emma mit Nate, Livs Bruder. Schon vorher hatte sie ihm geholfen, einen Smoking für die Hochzeit auszusuchen, wobei es zwischen den beiden knisterte.
Ein Jahr später ist Emma mit Nate verheiratet und sie und Liv merken, dass sie schwanger sind, und ihr Termin am selben Tag ist, worüber beide begeistert sind.

## Produktion
June Diane Raphael und Casey Wilson schrieben das auf einem Skript von Greg DePaul beruhende Drehbuch, bevor der Streik der Drehbuchautoren in den USA begann. Karen McCullah Lutz and Kirsten Smith waren ebenso am Drehbuch beteiligt.
Einige größere Aufnahmen erfolgten im Peabody Essex Museum in Salem, Massachusetts. Der Großteil der Aufnahmen wurde in New York City, Boston sowie Salem gedreht.

## Musik
Die Filmmusik zu Bride Wars wurde von Ed Shearmur geschrieben, der diese mit einem 77-köpfigen Orchester der Hollywood Studio Symphony aufnahm.

## Synchronisation
| Darsteller          | Rolle             | Sprecher           |
| ------------------- | ----------------- | ------------------ |
| Anne Hathaway       | Emma              | Marie Bierstedt    |
| Kate Hudson         | Liv               | Bianca Krahl       |
| Chris Pratt         | Fletcher          | Sascha Rotermund   |
| Candice Bergen      | Marion St. Claire | Dagmar Dempe       |
| Kristen Johnston    | Deb               | Franziska Pigulla  |
| Steve Howey         | Daniel            | Robin Kahnmeyer    |
| Michael Arden       | Kevin             | Alexander Doering  |
| Bryan Greenberg     | Nate              | Gerrit Schmidt-Foß |
| Lauren Bittner      | Amie              | Dascha Lehmann     |
| June Raphael        | Amanda            | Giuliana Jakobeit  |
| Hettienne Park      | Marissa           | Victoria Sturm     |
| John Pankow         | John Allan        | Dieter Memel       |
| André Holland       | DJ Jazzles        | Julien Haggége     |
| Kelly Coffield Park | Kathy             | Liane Rudolph      |
| Casey Wilson        | Stacy             | Isabelle Schmidt   |
| Daniel Raymont      | Colorist          | Frank Schaff       |
| Bruce Altman        | Simmons           | Peter Reinhardt    |
| Victor Slezak       | Colson            | Frank Muth         |
| Paul Scheer         | Ricky Coo         | Gerald Schaale     |
| Zoe O’Grady         | Junge Liv         | Paulina Ociepka    |
| Shannon Ferber      | Junge Emma        | Emely Hasper       |
| Jonathan C. Daly    | I.Headset         | Frank-Otto Schenk  |
| Sarah Kate Jackson  | Salesgirl         | Natascha Geisler   |
| Robert Capron       | Robert            | Sebastian Fitzner  |

## Kritiken
Christina Krisch schreibt in der Kronen-Zeitung vom 5. Februar 2009, dass in Bride Wars „zwei der süßesten Hollywood-Jungstars ihr komödiantisches Talent“ beweisen. Der Film habe „etwas vom nostalgischen Charme slapstickhafter Screwball Comedies“.

„Neben den biestigen Teufeleien setzt er [der Film] dabei ganz auf die Chemie zwischen den beiden entzückenden Hauptdarstellerinnen, die sich die rachegetränkten Bälle genüsslich gegenseitig zuwerfen. Bei all dem ganzen Furienzauber kann man als Mann nur das tun, was man bei der Planung seiner Hochzeit ebenfalls machen sollte: sich zurücklehnen und staunen.
Fazit: Turbulenter Showdown vor dem Traualtar, dessen seichte Story von Kate Hudson und Anne Hathaway mit Charme und Esprit überspielt wird.“

„Die Komödie nutzt ihr satirisches Potenzial nur in Ansätzen, um Anachronismen und Spannungen aktueller Geschlechterrollen zu beleuchten. Stattdessen vergeudet der Film sein Pulver im ‚Zickenkrieg‘, dessen misogyne Klischees es nahezu unmöglich machen, an den Hauptfiguren und ihrem Konflikt Anteil zu nehmen.“

„Regisseur Gary Winick […] kitzelt aus der eher dünnen Story das Optimum an Pointen heraus.“